# Anže Šetina
Anže Šetina, slovenski skeletonec, * 9. maj 1986, Kranj. 
Osnovno šolo je obiskoval na Orehku. Anže Šetina je član slovenske reprezentance od leta 2006. 

## 2006/07
V svoji prvi sezoni se je preizkusil z bobom dvosedom.

## 2007/08
V sezoni 2007/08 se je Anže spoznal z novo olimpijsko disciplino skeleton poleg tega pa je tekmoval tudi v dvosed bobu. V skeletonu je debitiral na Evropskem pokalu v Iglsu in zasedel 29.mesto. Anže je hitreje napredoval v skeletonu in to se je pokazalo tudi v rezultatih, saj je v Winnterbergu dosegel 6.mesto najbolšo uvrstitev sezone v Evropskem pokalu. Do konca sezone si je privozil dovolj točk za nastop na Svetovnem prvenstvu v Altenbergu kjer je dosegel 28.mesto.

## 2008/09
V tej sezoni se je odločil, da bo tekmoval samo še v skeletonu. Udeleževal se je tekmovanj Evropskega pokala. Najboljši rezultat sezone je dosegel v Iglsu in s četrtim mestom za las zgrešil stopničke. Kot mladinec v skeletonu se je udeležil Svetovnega mladinskega prvenstva v skeletonu v Konigsseeju in zopet presenetil konkurenco s končno uvrstitvijo na 5.mesto. Z dobrimi tekmovanji je na koncu sezone prestopil na višji rang tekmovanj Medcelinskega pokala, kjer je konkurenca močnejša.

## 2009/10
V sezoni 2008/09 si je Anže z dobrimi rezultati, privozil dovolj točk za nastope v najprestižnejšemu rangu tekmovanj, na Svetovnem pokalu v skeletonu. Z mislijo na Olimpijske igre, je začel tekmovanja na Medcelinskem pokalu. Na prvi tekmi sezone v Winnterbergu Medcelinskega pokala je upravičil svojo pripravljenost s 6.mestom. Ko pa je karavana Svetovnega pokala, po treh tekmah v Severni Ameriki, prišla v Evropo se ji je priključil. Na debitantnem nastopu Svetovnega pokala v Winnterbergu si je s končnim 15.mestom  privozil vstopnico za nastop na Zimskih Olimpijskih igrah v Wancouvru. Rezultati ostalih tekmovanj Svetovnega pokala so nihali, kar je vplivalo na psihično pripravljenost Anžeta. Želel si je dokazati, da zmore ponovno odvoziti vožnjo za pridobljeni nastop na ZOI. Konkurenca v Svetovnem pokalu je močna, razlike se štejejo v stotinkah in tudi Anžetu je na zadnji tekmi pred Olimpijskimi igrami uspelo potrdit nastop na ZOI. Na Svetovnem pokalu v Iglsu je dosegel 15.mesto.   

## Tabela vseh osvojenih rezultatov v Skeletonu
| Datum      | Rezultat | Kraj                  |
| ---------- | -------- | --------------------- |
| 20.02.2010 | 21       | WOL Skeleton Whistler |
| 23.01.2010 | 15       | Wc Igls               |
| 15.01.2010 | 22       | WC St.Moritz          |
| 08.01.2010 | 27       | WC Konigssee          |
| 18.12.2009 | 19       | WC Altenberg          |
| 11.12.2009 | 15       | WC Winnterberg        |
| 05.12.2009 | 10       | ICC Königssee         |
| 28.11.2009 | 12       | ICC Winnterberg       |
| 27.11.2009 | 6        | ICC Winnterberg       |
| 01.02.2009 | 18       | ICC Igls              |
| 23.01.2009 | 20       | ICC Cesana            |
| 16.01.2009 | 5        | JWCH Königssee        |
| 21.12.2008 | 13       | EC Igls               |
| 20.12.2008 | 4        | EC Igls               |
| 13.12.2008 | 15       | EC Altenberg          |
| 12.12.2008 | 10       | EC Altenberg          |
| 05.12.2008 | 25       | EC Winterberg         |
| 21.02.2008 | 28       | WCH Men Altenberg     |
| 08.02.2008 | 12       | JWCH Igls             |
| 26.01.2008 | 10       | EC Winterberg         |
| 25.01.2008 | 6        | EC Winterberg         |
| 17.01.2008 | 9        | EC St. Moritz         |
| 30.11.2007 | 38       | EC Königssee          |
| 23.11.2007 | 29       | EC Igls               |